# Hochstein (Dahn)
Der Hochstein bei der südwestpfälzischen Kleinstadt Dahn ist eine bei Kletterern und Wanderern sehr beliebte Felsgruppe.

## Struktur und Lage
Der Hochstein (345 m ü. NHN) gehört zu den zahlreichen Buntsandsteinformationen, die für den Wasgau, der vom Südteil des Pfälzerwaldes gebildet wird, typisch sind. Weil die Gegend von Dahn besonders reich an solchen Gebilden ist, wird sie auch Dahner Felsenland genannt. Beim Hochstein handelt es sich – wie bei den anderen Felsen der Region – um härteres Gestein, das der Erosion teilweise widerstanden hat. Das gesamte Massiv zieht sich als zergliederte Felsgruppe auf 1,5 km Länge östlich von Dahn über der Wieslauter hin. 
Besonders markant ist die Hochsteinnadel, mit der das Massiv im Westen bei der St. Michaelskapelle beginnt. Es folgen der Gratturm und der eigentliche Hochsteingrat. Ab hier setzen sich Ausläufer in nordöstlicher und südlicher Richtung fort, aus denen vor allem der Haferfels herausragt.

## Klettergeschichte
Die Erstbesteigung der Hochsteinnadel fand im 19. Jahrhundert statt. Der Erstbesteiger sprang vom Gratturm auf die Nadel. Beim Versuch zurückzuspringen stürzte er zu Tode. Die erste klettertechnisch gelungene Besteigung fand 1908 statt.

## Besonderheiten

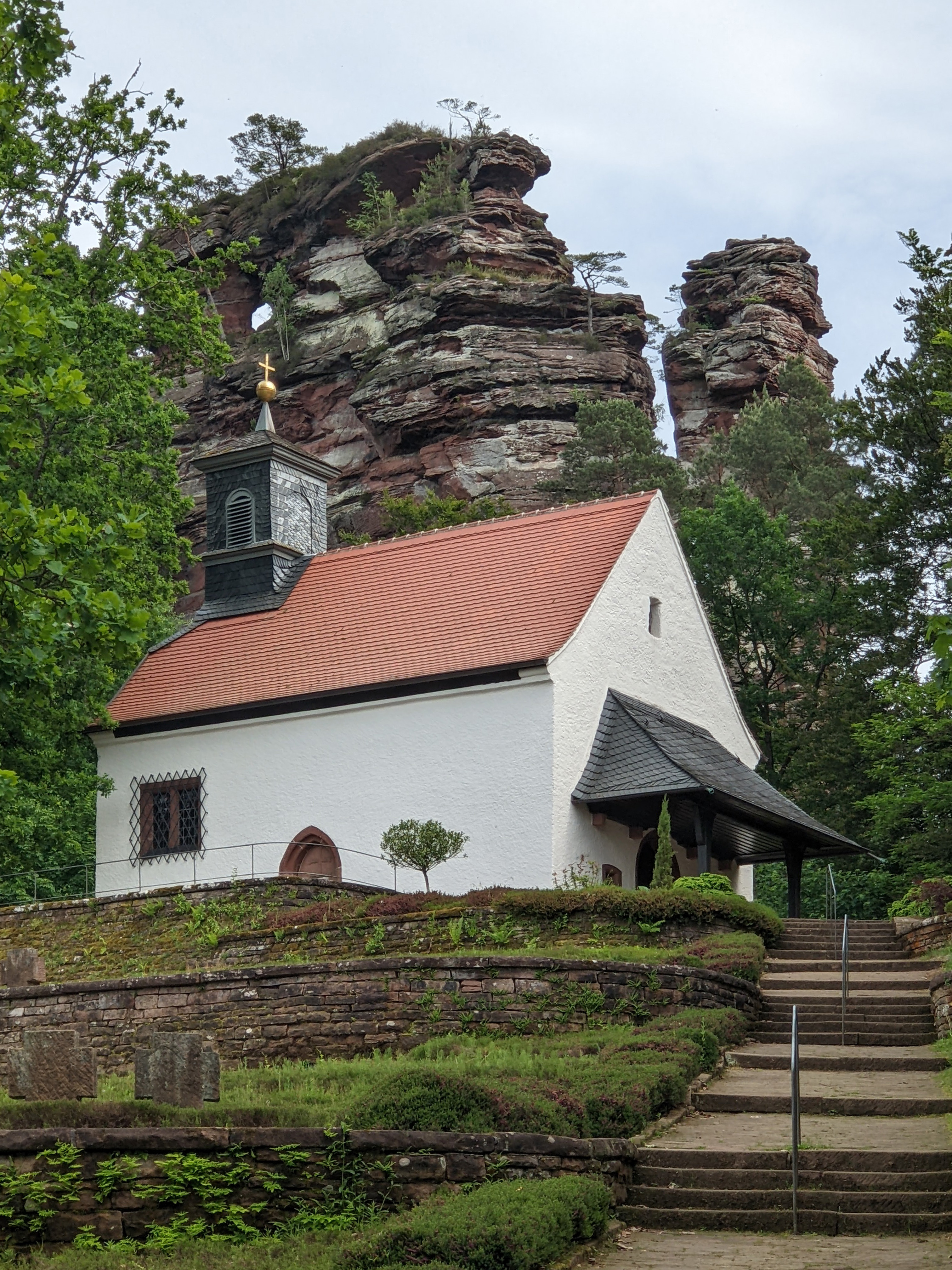
Hochstein hinter Ehrenfriedhof und Michaelskapelle

An einigen Stellen hat Sickerwasser besonders filigrane Verwitterungsmuster geschaffen.
Unter überhängenden Felsen suchten Dahner Familien gegen Ende des Zweiten Weltkriegs längere Zeit Zuflucht. Spuren dieser Notbehausungen sind noch erkennbar.
Am Fuße des Hochstein befindet sich mit dem Dahner Ehrenfriedhof und seinen 2400 Gräbern einer der größten Soldatenfriedhöfe Deutschlands.